# 東米里
東米里（ひがしよねさと）とは、北海道札幌市白石区にある地名である。地名は、米里の東に位置することによる。

## 隣接地区
- 東：厚別区厚別町山本
- 西：米里
- 南：川下・川北
- 北：東雁来・江別市角山

## 河川
- 上白石川
- 月寒川
- 豊平川
- 旧豊平川
- 厚別川

## 交通

### 鉄道
- JR北海道平和駅
- JR北海道大麻駅

### バス
札幌市営バスが運行していたが、市営バスの廃止で現在はジェイ・アール北海道バス空知線が運行している。

### 道路
- 北海道道626号東雁来江別線
- 北海道道814号滝野上野幌自転車道線

## 教育

### 高等学校
- 北海道札幌白陵高等学校（東米里2062-10）

### 中学校
- 札幌市立東米里中学校（2011年廃校）現在は札幌市立米里中学校（米里1-4）に統合。

### 小学校
- 札幌市立東米里小学校（2011年廃校）現在は札幌市立米里小学校（米里1-3）に統合。

## 施設
- 白石清掃工場
- 白石発電所